# Vetores de transmissão da dengue
A transmissão da dengue é feita através da picada de mosquitos infectados do gênero Aedes, sendo as principais espécies o Aedes aegypti, Aedes albopictus, Aedes scutellaris, Aedes africanus (Theobald) e o Aedes luteocephalus (Newstead).

## Aedes aegypti

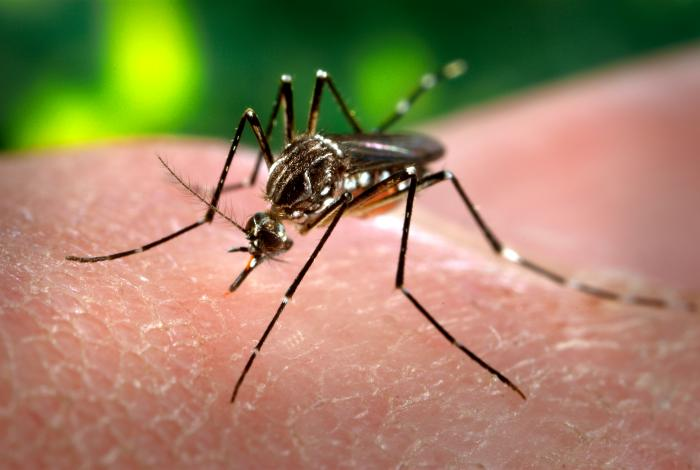
Aedes aegypti

O Aedes Aegypti é o principal vetor da dengue e febre amarela. 

## Aedes albopictus

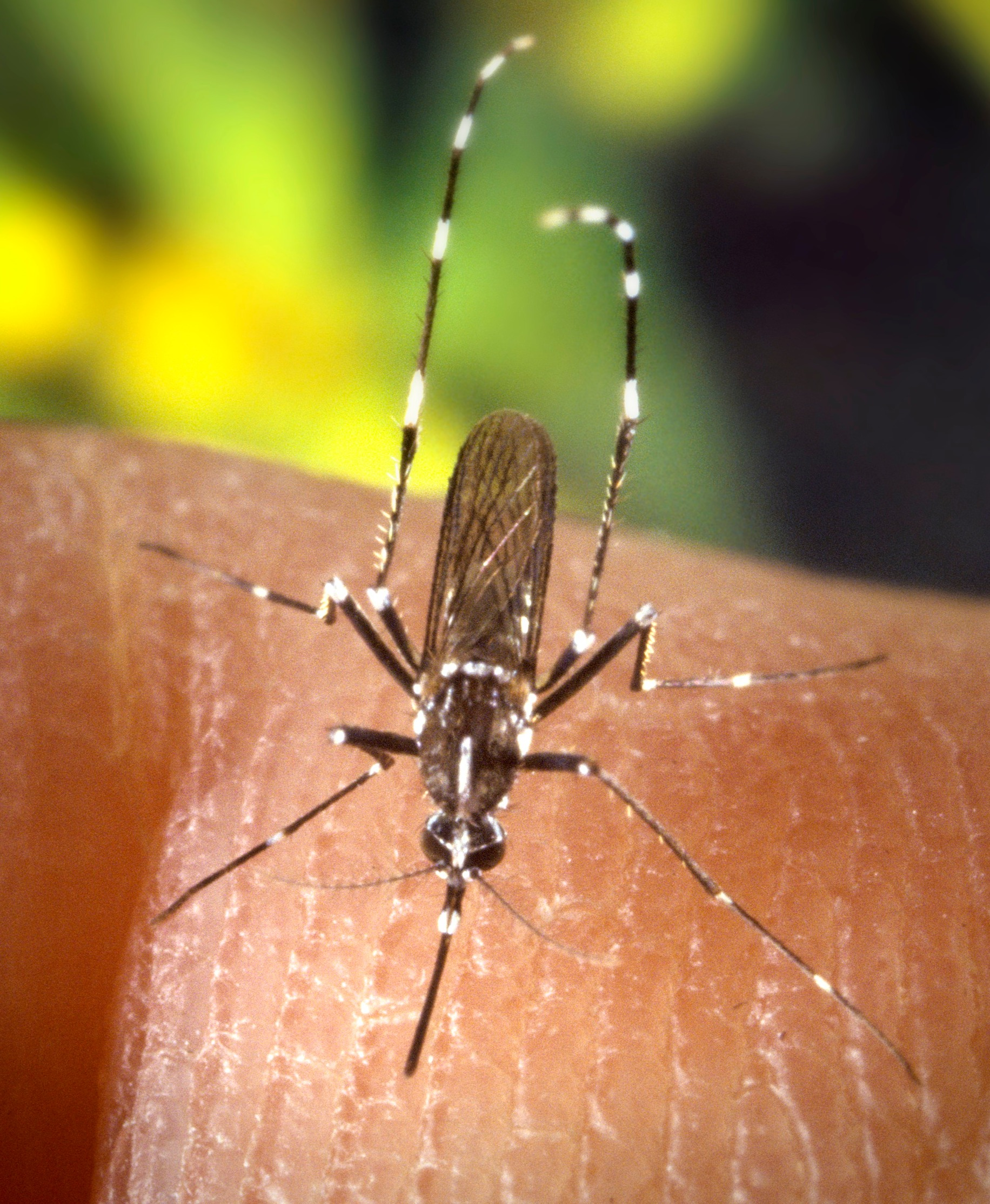
Aedes albopictus

O Aedes albopictus é vetor de dengue no sudeste da Ásia. Em 1930, demonstrou-se a ocorrência de transmissão experimental da doença, entre humanos voluntários, tendo esse mosquito como vetor (SIMMONS e col. 1931, citado por KNUDSEN 1986, p. 421). Foi isolado vírus DEN-2 dessa espécie em Cingapura, em período de epidemia de dengue (RUDNIK E CHAN 1965 citado por KNUDSEN 1986, p. 421). Durante o período que compreendeu os anos de 1966 e 1968, isolou-se o vírus DEN-2 do Ae. albopictus, em Cingapura. Naquela oportunidade, circularam os vírus DEN-1 e DEN-2, considerados os responsáveis pela epidemia de dengue. Ambos os vírus foram isolados do Ae. albopictus e, apenas o DEN-2, do Ae. aegypti. O padrão da curva epidêmica seguiu a flutuação sazonal de ambos os prováveis vetores (SIMMONS e col., 1931, citado por KNUDSEN 1986, p. 421).
Vários estudos sobre a susceptibilidade de mosquitos ao vírus DEN foram realizados com o emprego de diversas populações de Ae. albopictus, tanto das Américas, quanto de outras regiões do globo. Das populações estabelecidas no Novo Mundo, citam-se as de Houston, Memphis, New Orleans, Indianapolis, todas dos EUA, e a de Cariacica, Estado do Espírito Santo, Brasil. A população a OAHU, do Havaí, tem sido muito usada como padrão, em estudos comparativos, bem como as populações de Ae. aegypti.
Trinta e quatro populações de mosquitos, pertencentes a sete gêneros, e 22 espécies foram testadas, em laboratório, em relação à susceptibilidade ao vírus DEN. Entre elas, figuravam três populações de Ae. albopictus, a OAHU, a POON (da Índia) e a TAIW (de Taiwan). Essas três populações e várias outras espécies de Aedes mostraram-se mais sensíveis do que as de Ae. aegypti à infecção oral, pelos quatro sorotipos de vírus dengue e ao da encefalite japonesa. Como conclusão, os autores consideraram a possibilidade de que a forma da doença com sintomas graves pudesse estar associada a cepas mais virulentas e capazes de altas viremias e que o aumento de sua incidência na Ásia estivesse relacionado ao deslocamento do Ae. albopictus pelo Ae. aegypti no ambiente urbano.
MITCHELL e col. (1987) demonstraram, em condições experimentais, que a população de Ae. albopictus de Houston tem competência para transmitir os vírus DEN 1 a 4. A população testada mostrou-se sensível à infecção oral e capaz de transmitir, por picada, os quatro sorotipos, embora com diferenças na sensibilidade a cada um, e, em todos os casos, foi menos eficiente que o Ae. aegypti de Porto Rico, que foi usada como espécie controle. A taxa de infecção do Ae. albopictus para DEN 1 a 4 variou de 64% a 100%. A infectividade das cepas do vírus, também, variou, sendo os de maior infectividade o DEN-1 e DEN-2, intermediário o DEN-3 e menos infeccioso o DEN-4. Isto pode ter refletido nas taxas de transmissão.
demonstraram susceptibilidade bastante variada para as populações de Ae. albopictus, com taxas de infecção intestinal e disseminação de 71% e 38% para a população de Houston, 100% e 52% para a de Memphis e 100% e 59% para a de New Orleans. As taxas para a população de Ae. aegypti de Houston foram 70% e 30%, fenômeno atribuído a barreiras localizadas no intestino médio e glândulas salivares do mosquito. Outra população testada foi a de Ae. albopictus coletada em Cariacica, ES, Brasil. Os mosquitos foram prontamente infectados para os quatro sorotipos de vírus de dengue, com taxa de infecção variando de 19% a 52%.
A competência vetora das populações de Memphis e New Orleans foi significativamente mais alta do que as da população de Houston e de Ae. aegypti, com taxas de transmissão modificada de 52% e 59% para as primeiras e 38% e 30%, para a última. Em relação à taxa de transmissão populacional, que é mais relevante para avaliar o potencial transmissão ao hospedeiro humano, observou-se que nenhuma das populações de Ae. albopictus testadas foi capaz de transmitir o vírus DEN-1, de modo significativamente mais eficiente do que o Ae. aegypti.
No estudo de MILLER e BALLINGER (1988), as populações empregadas foram prontamente infectadas e competentes para transmitirem as cepas virais. A taxa de transmissão foi de 8% para DEN-4 a 35% para DEN-1, quando se considera o número de mosquitos capazes para transmitir em relação aos testados. Quando o cálculo incidiu sobre o número de espécimes capazes de transmitir, em comparação aos infectados, a taxa variou de 25% para DEN-4 a 75% para DEN-3, que foram bem inferiores às da população de Houston. Esta, segundo MITCHELL e col. (1987), apresentou taxa de transmissão de 42% para DEN-4 a 88% para DEN-1, em condições experimentais, e transmitiu dengue após período de sete a 14 dias.
A transmissão vertical de DEN-1 foi estudada, em laboratório, durante três gerações de mosquitos. Embora pequeno número de espécimes houvesse se infectado (taxa de infecção filial - TIF - baixa), a taxa de transmissão aumentou significativamente de F1 para F2, passando de 0,4% na geração parental para 4,2% e 2,5% em F1 e 3,4%, em F2. O mencionado autor teorizou que não haveria necessidade de muitos mosquitos infectados a cada geração para que o Ae. albopictus pudesse interferir na história natural da dengue. Não obstante, considerou que a TIF calculada para uma população não estima adequadamente a eficiência da transmissão vertical na natureza.
BOSIO e col. (1992), baseados em trabalhos anteriores que demonstraram variação na eficiência do Ae. albopictus para transmitir, horizontalmente, o vírus DEN-1, avaliaram a transmissão vertical para verificar se ocorria a mesma variação e se essa era importante. Foram estudadas 5 populações, sendo três dos EUA (Indianapolis, Houston, e New Orleans), duas da Ásia (Cingapura e Japão) e, como controle, as populações OAHU de Ae. albopictus e Ae. aegypti. A variação nas taxas de transmissão vertical foi de 11% a 41%. As taxas de infecção filial variaram de 0,5% a 2,9%. Quando observadas nas populações e nas famílias de uma população, a TIF variou de 1,4% a 17,4%. O resultado da variação entre populações não foi estatisticamente significante, dado que as maiores variações foram observadas entre famílias de uma população e em indivíduos. Essa variação foi atribuída a possível herança genética no componente vertical da transmissão.
SERUFO e col. (1993) descreveram o primeiro encontro de exemplares de Ae. albopictus, coletados na natureza e infectados por DEN-1, nas Américas. Durante epidemia de dengue no oeste do Estado de Minas Gerais, observou-se a ocorrência de 3 casos da doença no município de Campos Altos, área não infestada por Ae. aegypti. Larvas e adultos de Ae. albopictus foram coletados em 14 locais do município e testados para infecção por vírus DEN. Em decorrência, observaram-se dois lotes de larvas de Ae. albopictus positivos para DEN-1. Os testes foram realizados em culturas de células C6/36 e a identificação foi feita por imunofluorescência, empregando anticorpos monoclonais e por isolamento de vírus e PCR.
No México, durante surto de dengue em Reynosa, Tamaulipas, foram coletados vários mosquitos machos de Ae. albopictus naturalmente infectados por DEN-2 e DEN-3. O encontro foi diagnosticado por anticorpos monoclonais e por RT-PCR.

## Aedes scutellaris
O Aedes scutellaris ocorre em Amboina, Ilhas Aru, Ceram, Nova Guiné.

## Aedes africanus
O Aedes africanus ocorre em Angola, Burkina Faso, Camarões, República Centro-Africana, Costa do Marfim, Guiné, Etiópia, Gabão, Quênia, Libéria, Moçambique, Nigéria, São Tomé e Príncipe, Senegal, Sudão, Uganda, Zâmbia, Zaire.

## Aedes luteocephalus
O Aedes luteocephalus ocorre em Angola, Benim, Burkina Faso, Camarões, República Centro-Africana, Costa do Marfim, Guiné, Etiópia, Gana, Libéria, Nigéria, Senegal, Serra Leoa, África do Sul, Sudão, Tanzânia, Zâmbia, Zimbabwe, Zaire.

## Referência bibliográfica
- Sonia Marta dos Anjos Alves Borges (2001). "Importância epidemiológica do Aedes Albopictus nas Américas" (PDF)  . Licenciado sob a GNU Free Documentation License.  Acessado em 22h38min de 16 de Março de 2008 (UTC).